# 劉茂 (中山王)
刘茂（5年—40年），汉代荆州南阳郡蔡阳（今湖北枣阳西南）人。为西汉宗室，泗水王刘歙的堂弟，东汉建立后获封中山王。

## 简介
刘秀起兵时，刘茂自号为刘先职，也在京县、密县起兵，号称厌新将军。随后攻打下汝南、颍川等地，麾下人数多达十万。刘秀到达河内时，刘茂聚众投降，刘秀封他为中山王。建武十三年，改封刘茂为穰侯。